# Plaça dels Herois (Budapest)

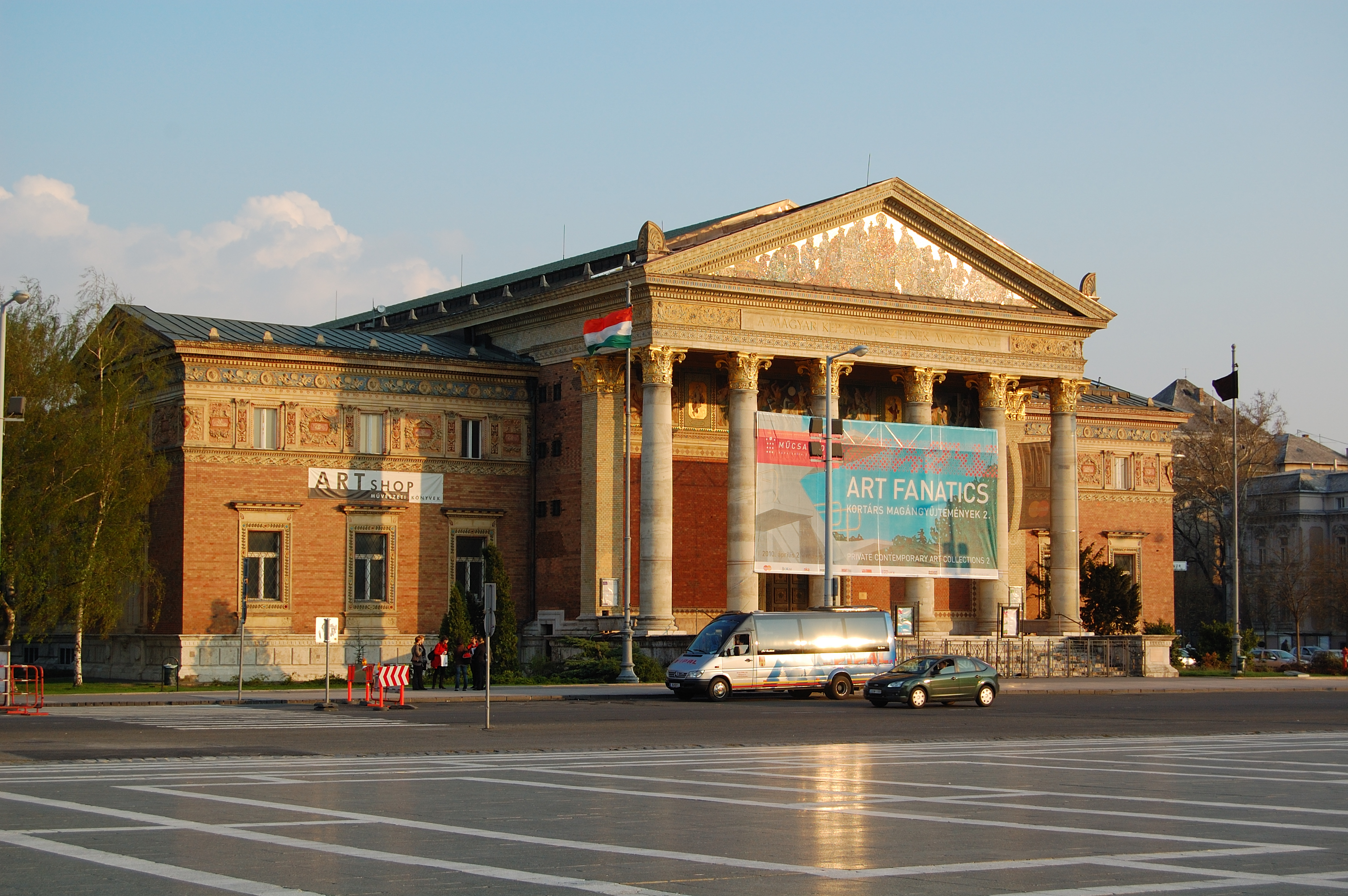
La Galeria d'Art, a un dels costats de la Plaça dels Herois

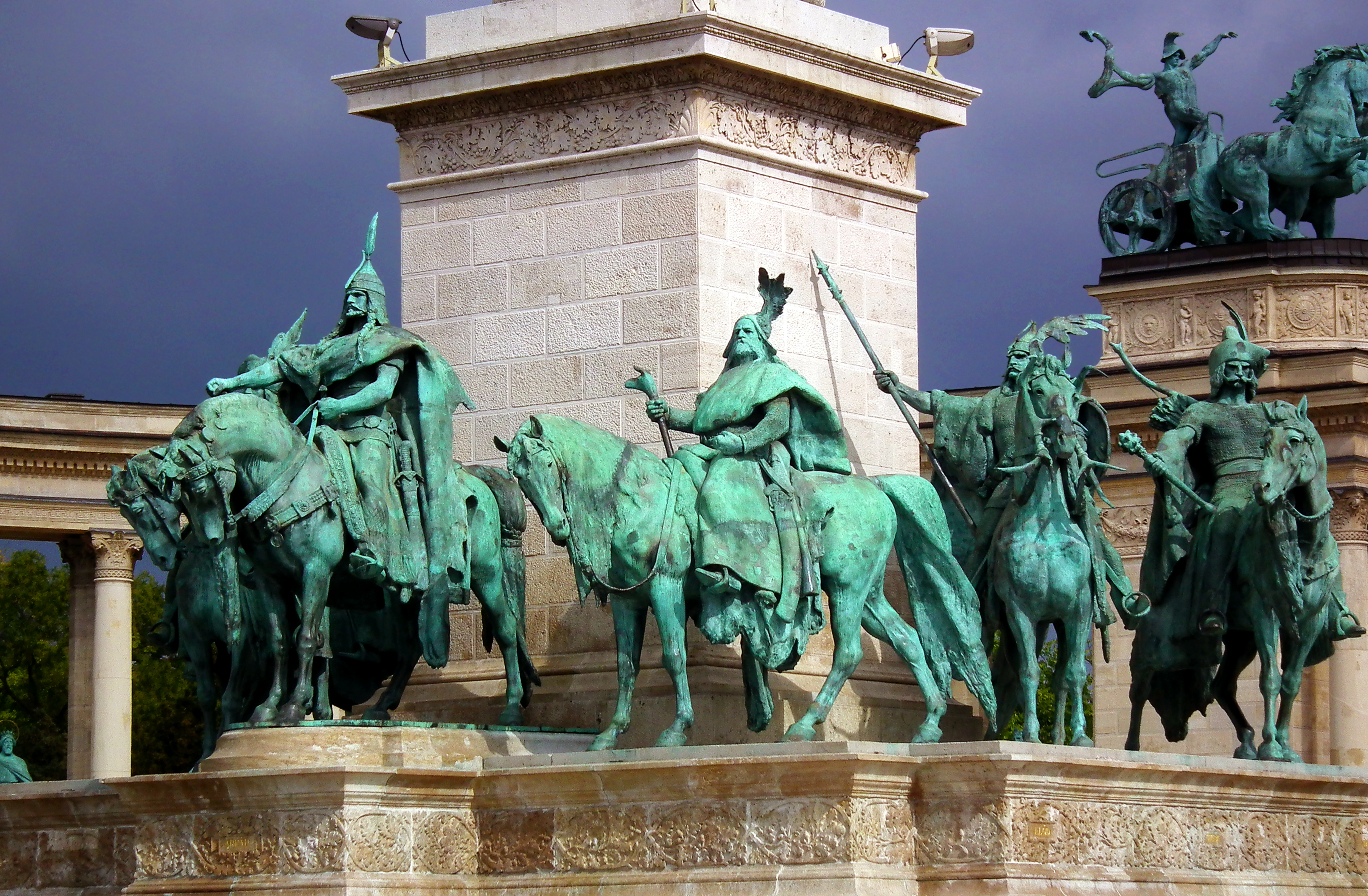
Estàtues eqüestres dels cabdills magiars, al peu de la columna del Monument del Mil·lenni

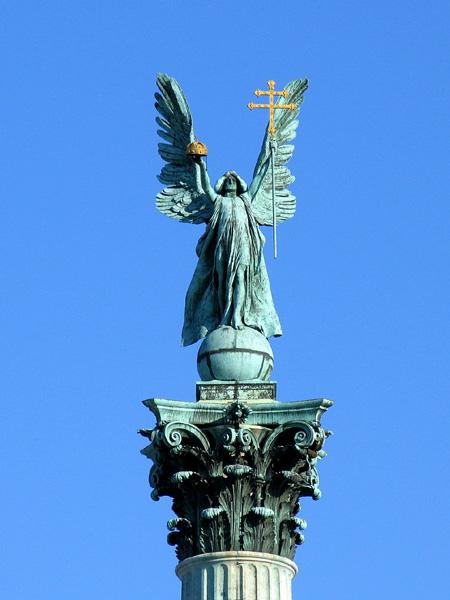
L'arcàngel Gabriel amb els símbols d'Hongria. Estàtua que corona la columna central del Monument del Mil·lenni

La Plaça dels Herois (en hongarès, Hősök tere, Pronunciació hongaresa: [ˈhøːʃøk ˈtɛrɛ]) és una de les places més importants i la més gran de Budapest, Hongria.
Es troba a un dels extrems de l'Avinguda Andrássy, inscrita a la llista de Patrimoni Mundial per la UNESCO l'any 2002.
El seu nom (que va rebre l'any 1923) fa referència "A la memòria dels herois que van donar les seves vides per la llibertat del nostre poble i la nostra independència nacional" segons la inscripció que es llegeix en un cenotafi situat al centre de la plaça. Sense fer-ho explícit es refereix, sobretot, a les víctimes de la Revolució hongaresa de 1848.
Va ser construïda amb motiu del mil·lenari d'Hongria, l'any 1896, quan el país formava part de l'imperi austrohongarès. El seu plantejament conceptual reflecteix un fort caràcter nacionalista, tot i que el seu contingut ha sofert variacions en funció dels diversos contextos polítics que ha travessat Hongria.
El projecte arquitectònic del conjunt és obra de l'arquitecte Albert Schickedanz (1846-1915).
A banda i banda de la plaça es troben els edificis del Museu de Belles Arts (inaugurat el 1906) i de la Galeria d'Art (Műcsarnok) inaugurada el mateix 1896.
La presideix el Monument del Mi·lenni (hongarès: Millenáriumi Emlékmű) que consta de diverses partsː al fons de la plaça, una columnata semicircular amb estàtues de catorze grans protagonistes de la història d'Hongria, set a cada banda. En origen, aquesta galeria d'estàtues incloïa alguns membres de la dinastia Habsburg, però van ser substituïts després de la Segona Guerra Mundial per altres figures prominents de la història d'Hongria.
En l'actualitat les estàtues corresponen aː Esteve I d'Hongria, Ladislau I d'Hongria, Kálmán I d'Hongria, Andreu II d'Hongria, Béla IV d'Hongria, Carles I d'Hongria, Lluís I d'Hongria, János Hunyadi, Maties Corví, Esteve Bocskai, Gabriel Bethlen, Imre Thököly, Ferenc Rákóczi i Lajos Kossuth.
Al centre de la plaça, s'aixeca una columna de 36 metres d'alt al capdamunt de la qual hi ha la imatge de l'arcàngel Gabriel alçant la creu de doble travesser i la corona de sant Esteve, símbols nacionals d'Hongria, que figuren a l'escut del país. Al pedestal d'aquesta columna, set impressionants estàtues eqüestres que representen cabdills magiars, amb Árpád d'Hongria al capdavant.
Davant d'aquesta columna, a terra, envoltat per una tanca, hi ha el simbòlic cenotafi dedicat a la memòria dels herois que dona nom a la plaça.
En la realització de les escultures que formen part del Monument del Mil·lenni hi van intervenir Györgi Zala (1858-1937) i sis escultors més.